# Miejska Wola (powiat ostródzki)
Miejska Wola – osada w Polsce położona w województwie warmińsko-mazurskim, w powiecie ostródzkim, w gminie Ostróda.
W latach 1975–1998 miejscowość należała administracyjnie do województwa olsztyńskiego.
W czasach krzyżackich wieś pojawia się w dokumentach w roku 1335, podlegała pod komturię w Ostródzie, były to dobra rycerskie o powierzchni 20 włók.